# Leucania extralinea
Leucania extralinea är en fjärilsart som beskrevs av Tutt 1891. Leucania extralinea ingår i släktet Leucania och familjen nattflyn. Inga underarter finns listade i Catalogue of Life.